# Barcarena (Pará)
Barcarena is een gemeente in de Braziliaanse deelstaat Pará. De gemeente telt 121.190 inwoners (schatting 2017).

## Aangrenzende gemeenten
De gemeente grenst aan Abaetetuba, Acará, Belém, Moju en met het eiland Marajó met de gemeente Ponta de Pedras.